# Marie Louise av Orleans
Marie Louise av Orléans, född 26 mars 1662 i Paris, död 12 februari 1689 i Madrid, var en spansk drottning, gift med kung Karl II av Spanien.  I Spanien blev hon känd för sin brist på anpassning och sin hemlängtan till Frankrike, och försökte på Ludvig XIV:s uppmaning utan framgång gynna en fransk succession till den spanska tronen.

## Biografi

### Tidigt liv
Marie Louise var dotter till hertig Filip I av Orléans och Henrietta av England, och brorsdotter till kung Ludvig XIV av Frankrike.  Hennes mor avled 1670, men hon hade en god relation till sin styvmor, som hon brevväxlade med som vuxen efter att hon lämnat Frankrike.
Marie Louise beskrivs som en intelligent skönhet. Hon var omtyckt vid det franska hovet, där hon länge ansågs vara en lämplig blivande kronprinsessa och passande brud åt sin kusin kronprinsen. Hon hade ingenting emot dessa planer, eftersom hon och hennes kusin hade tyckt mycket om varandra sedan barndomen.

### Giftermål

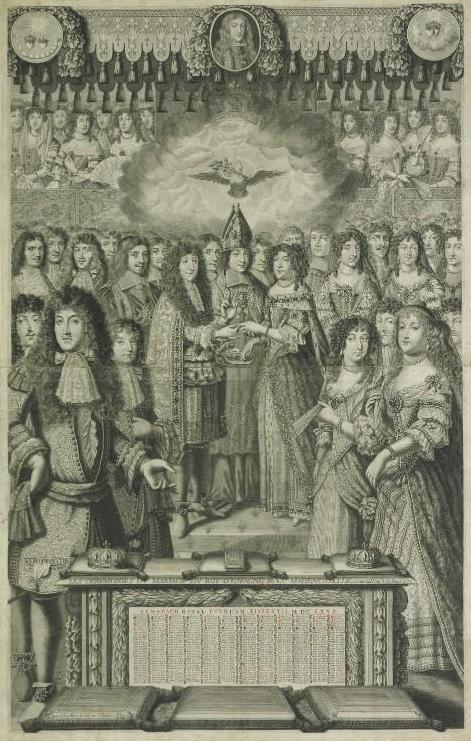
The proxy marriage of Marie Louise d'Orléans to Carlos II of Spain on 30 August 1679 the king represented by the Prince of Conti at Fontainebleau by an unknown artist

I juni 1679 blev hon informerad om att ett äktenskap hade arrangerats mellan henne och Spaniens kung. Äktenskapet arrangerades efter freden i Nijmegen mellan Frankrike och Spanien och resulterat i flera förluster för Spanien i Spanska Nederländerna under Fransk-nederländska kriget.
Förslaget lades fram från Spaniens sida av landets de facto regent Johan av Österrike den yngre. Ursprungligen hade Karl föreslagits att gifta sig med Maria Antonia av Österrike, som stöddes av hans mor Mariana. När Johan hade förvisat Mariana hade han istället stött ett äktenskap mellan Karl och en portugisisk prinsessa, men snart började ett franskt äktenskap anses det mest lämpliga vid det spanska hovet, med tanke på att den franske kungen troligen skulle stötta sin egen hustrus anspråk på den spanska tronen om Karl skulle dö utan arvingar. Det ansågs kritiskt både att Karl gifte sig snabbt, och att få Frankrike milt stämd mot Spanien.
Marie Louise var inte lycklig över att tvingas lämna Frankrike och ingå ett arrangerat äktenskap utomlands. Spanien var det enda kungarike som ansågs rangmässigt jämbördigt med Frankrike, och giftermålet hade hög status, och det framhölls för henne som en ära. Normalt var det kungens dotter som skulle ha ingått det, men eftersom Ludvig XIV inte hade någon dotter, användes istället hans brorsdotter.
Marie Louise knäböjde gråtande för sin far, för sin farbror kungen, för drottningen och sin styvmor och bönföll dem om att få slippa gifta sig och lämna Frankrike, där hon var lycklig. Ludvig XIV lät sin minister Colbert visa upp politiska statsdokument för henne och förklara att hennes äktenskap var nödvändigt för Frankrikes skull. Då Marie Louise insåg att hennes motstånd inte tjänades något till och att hon skulle bli "offrad för Frankrikes skull", ska hon ha blivit lugn och kall, och hon beundrades därefter för sin värdighet och skönhet.
En berömd replikväxling ska ha tagit plats mellan Marie Louise och hennes farbror, Frankrikes kung, med anledning av äktenskapet. Ludvig XIV, som var förvånad över Marie Louises missnöje, skulle ha försvarat sig med orden: "Jag hade inte kunnat göra mer för min egen dotter!", på vilket hon ska ha svarat: "... men ni hade kunnat göra mer för er niece."
Marie Louise gifte sig med kung Karl II av Spanien på slottet Fontainebleau i Frankrike den 30 augusti 1679, och leddes in till ceremonin av sin far och kronprinsen med Louis Armand I, prins de Conti som ombud för den frånvarande brudgummen. Hon firades därefter som drottning av Spanien vid det franska hovet till 20 september innan hon avreste mot Spanien. Vid avskedet ska kronprinsen och flera åskådare ha gråtit, och Maria Louise gett ifrån sig ett klagoskri och svimmat då hon satt sig i den spanska vagnen. Hon eskorterades sedan av hertig de Harcourt och den spanska ambassadören till den spanska gränsen. I Madrid firades bröllopet med en autodafé då 118 kättare brändes på bål.

### Drottning

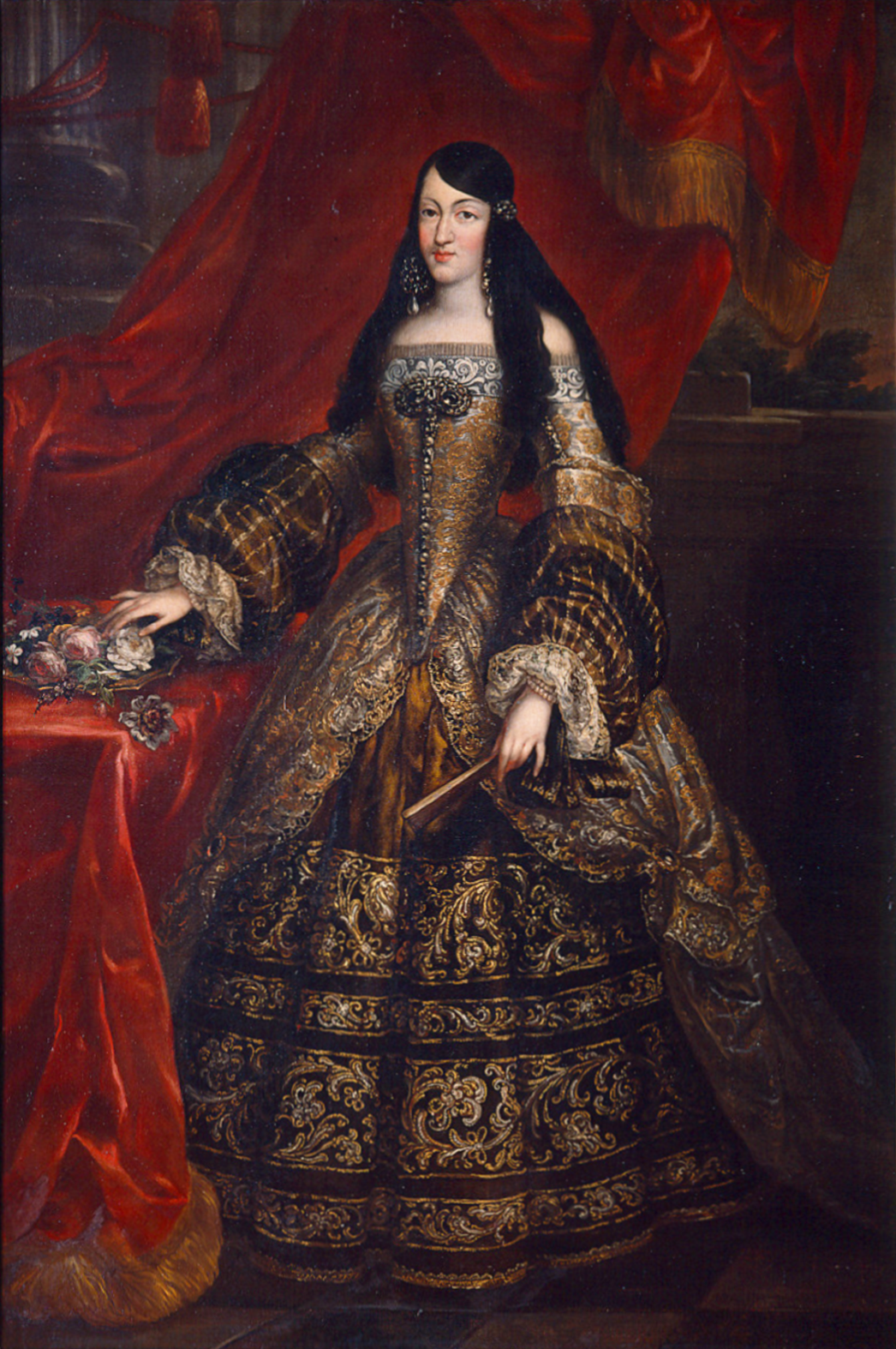
Marie Louise d'Orléans (so-called Princess Farnese) - Galleria Nazionale, Parma

Under tiden som gick mellan Marie Louises bröllop och hennes ankomst i Spanien hade en regimförändring ägt rum, där Johan av Österrike den yngre plötsligt hade avlidit, och kungens mor Mariana och hennes fraktion vid hovet hade återvänt. Mariana hade återvänt från sin exil och välkomnats av allmänheten då hon gjorde sitt intåg i Madrid inför sin officiella återförening med sin son, och offentligt visat sitt stöd för det franska giftermålet.
På andra sidan gränsfloden Bidassoa välkomnades Marie Louise av sin spanska hovpersonal under ledning av markis de Astorga och hertiginnan de Terranova, som tog av hennes franska kläder och klädde henne i spanskt mode, som vid denna tidpunkt skilde sig enormt från det franska och var betydligt mer strikt. Hon mötte Karl II och gifte sig med honom en andra gång den 19 november 1679 i Quintanapalla utanför Burgos. De tog därefter farväl av hennes franska följe, och mötte sedan kungens mor Mariana utanför Madrid.
Marie Louise uppges ha blivit olycklig i Spanien. Hon led av hemlängtan och saknade Frankrike och den franska kulturen, och sades endast se fram emot den dag hon kunde återvända till Frankrike som änkedrottning. Hon vantrivdes med den spanska hovetiketten, som vid denna tid var den mest rigida i hela Europa, och som bland annat förbjöd andra människor att ens vidröra drottningen. Hennes hovdam Terranova kammade ut lockarna ur hennes hår, klädde henne i ett spanskt snörliv som plattade ut hennes bröst och en styv vertugall, förbjöd henne att rida och att röra vid någon, och varnade Karl för att hans brud var lättsinnig. Marie Louise gjorde sitt officiella intåg i Madrid 13 januari 1680 klädd i guldbrodyr.
Hon blev genast en centralfigur för den döde Johans pro-franska parti, som motsatte sig Marianas Habsburgska parti, och försökte skapa konflikt och avstånd mellan Marie Louise och Mariana genom att bland annat uppmuntra henne att demonstrera sin nationalitet och träffa det franska ambassadörsparet Villars så ofta hon ville, något som skadade hennes rykte. Efter Marie Louises död återfanns ett brev från Ludvig XIV, som instruerade henne att agera som fransk spion i Madrid och utnyttja kungens svaga hälsa för att dominera honom, men Marie Louise saknade intresse för politik.  Marianas policy var att visa sig tolerant mot sin svärdotter.  Marie Louise och Mariana visade enad front genom att tillsammans övertala kungen att utse den passive hertigen av Medina Celi till premiärminister, och Mariana återtog gradvis sin maktställning. I juni 1680 närvarade Marie Louise vid en autodafé över 120 kättare vid Plaza Mayor i Madrid: det var den största som hållits på decennier, och sågs som en illustration av Marianas habsburgska fraktions seger vid hovet.
Marie Louises tillvaro ändrades då hon med sin svärmors godkännande lyckades ersätta sin hovdam Terranova med hertiginnan de Albuquerque. Denna tillät henne att bryta mot hovetiketten, roa sig, rida och träffa fransmän, och hennes gamla sköterska Quantin samlade Madrids franska tiggare nedanför hennes fönster, som Marie Louise kom fram och talade med, vilket skandaliserade den spanska allmänheten och gjorde henne impopulär. Premiärminister Medina Celi utnyttjade detta för att få kungen att 1681 utvisa Frankrikes ambassadör Villars, vars fru Marie Louise ständigt umgicks med. När Ludvig XIV sände en ny ambassadör till Spanien, instruerade han denna att bortprioritera Marie Louise, som saknade inflytande, och lägga sitt fokus på Mariana, som med Österrikes ambassadör Mansfeldt som rådgivare nu alltmer började ta över mer av makten från Medina Celi. Det följande kriget med Frankrike (1683) försämrade Marie Louises situation, då allt franskt blev ogillat i Spanien, och hennes hemlängtan till Frankrike och brist på trivsel och anpassning till Spanien var känt. Konflikten mellan Mariana och premiärminister Medina Celi avslutades 1685, då Marie Louise övertalade kungen att avskeda Medina Celi, vilket resulterade i att Mariana slutligen helt återtog makten och övertog regeringen från sin son, med den nya premiärministern Oropesa från hennes parti.
Karl II uppges ha blivit passionerat förälskad i Marie Louises skönhet redan innan de träffades, och fortsatte vara det under hela deras äktenskap. Hon sattes under svår press att bli gravid och föda en tronarvinge. Att bli befruktad var en närmast omöjlig uppgift på grund av Karl II:s hälsotillstånd. Pressen förorsakade henne en depression. När det 1685 blev uppenbart att kungaparet aldrig skulle få barn, uppstod intriger kring vem som skulle utses till tronarvinge, där Marianas österrikiska fraktion stödde den österrikiska grenens anspråk, medan Ludvig XIV samma år sände sin ambassadör Feuquiere till Marie Louise för att instruera henne att stödja den franska kronprinsens anspråk. Hon skrev uttryckligen till Ludvig XIV i en rapport, att det var omöjligt för kungen att få ett barn.
År 1685 utbröt en stor skandal. Först inträffade en skandal då Marie Louises gamla barnsköterska Quantin blev gravid med hennes stallmästare M. Viremont, vilket gjorde att Marie Louise anklagades för att ha tillåtit lättfärdighet i sin bostad. När kungen samma vår blev sjuk, anklagades Quantin för att ha förgiftat kungen, greps och torterades. Fransmän attackerades i upplopp i hela Madrid och det föreslogs - om än utan framgång - att Marie Louise själv skulle åtalas. I slutändan släpptes Quantin då hon trots tortyr vägrade erkänna, men samtliga fransmän utvisades från hovet. Samma år som Quantin-affären utbröt dessutom skandalen kring Saint Chamans, en adelsman som ingått i det följe som eskorterat Marie Louise till Spanien, och som visade upp ett kärleksbrev han påstod sig ha fått från henne, vilket orsakade en konflikt mellan Ludvig XIV och Marie Louise.
Marie Louise hade inflytande över kungen, men han var själv för passiv i politiken för att kunna ge henne något inflytande över den. I stället väckte det allmänt ogillande vid hovet att kungen ständigt gav efter för hennes önskningar i alla andra sammanhang och fritt lät henne bryta mot etiketten, rida och 1688 själv uppträda i byxor i en mansroll i en teaterpjäs, och hennes franskt avslappnade stil offentligt gjorde att hon ansågs obalanserad. Hon åt ibland så mycket att hon blev överviktig, för att under sina sista år tvärtom svälta sig avmagrad. Våren 1688 insjuknade hon i smittkoppor, men då hon ombads att be om sitt tillfrisknande svarade hon: "Nej, det tänker jag inte göra. Det vore löjligt att be om ett liv som betyder så lite."

### Död
År 1689 ingrep hon i politiken och var på väg att lyckas övertala kungen att bryta alliansen med Österrike under Österrikes pågående krig mot Frankrike. Strax därefter drabbades hon av häftiga smärtor i buken efter en ridtur. Hon insjuknade och avled. 
Vid sin dödsbädd ska hon ha sagt till Karl II: "Ers majestät kommer kanske att få andra hustrur, men ingen kommer att älska er som jag".
Både Österrikes ambassadör Mansfeldt och premiärminister Oropesa ryktades vara ansvariga för hennes död. Direkt efter hennes död gjordes förberedelser för att arrangera ett nytt äktenskap åt Karl II för att åstadkomma en tronarvinge. Ett nytt äktenskap arrangerades samma år. Karl fick välja mellan två porträtt av huvudkandidaterna: Anna Maria Lovisa av Toscana och Maria Anna av Neuburg. Kungen sade då: "Damen från Toscana är vacker och damen från Neuburg verkar inte heller ful". Sedan vände han sig mot en tavla av den döda Marie Louise, suckade och tillade: "Men den damen var verkligt vacker!"

## Galleri

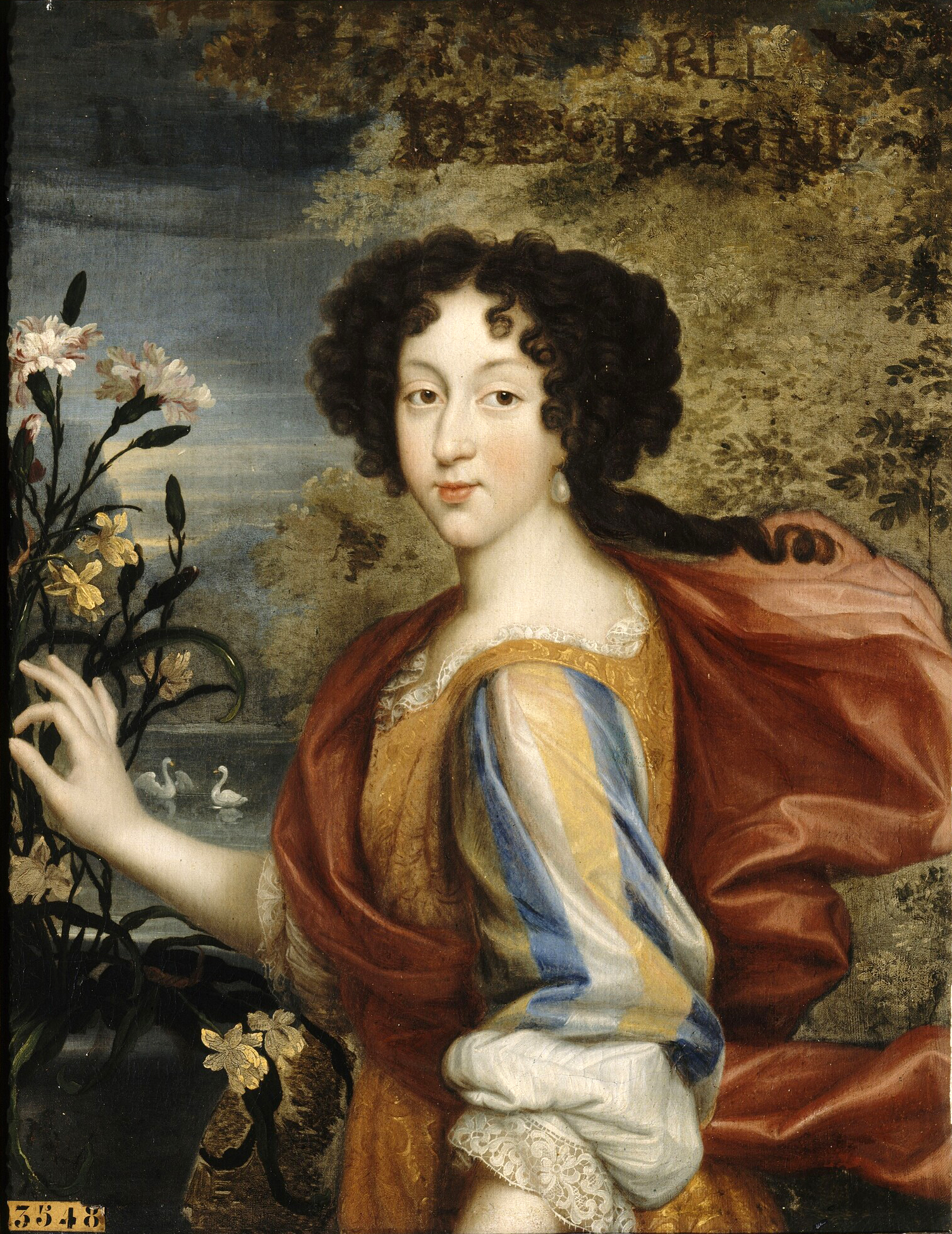
Maria Louise av Orleans i fransk dräkt.
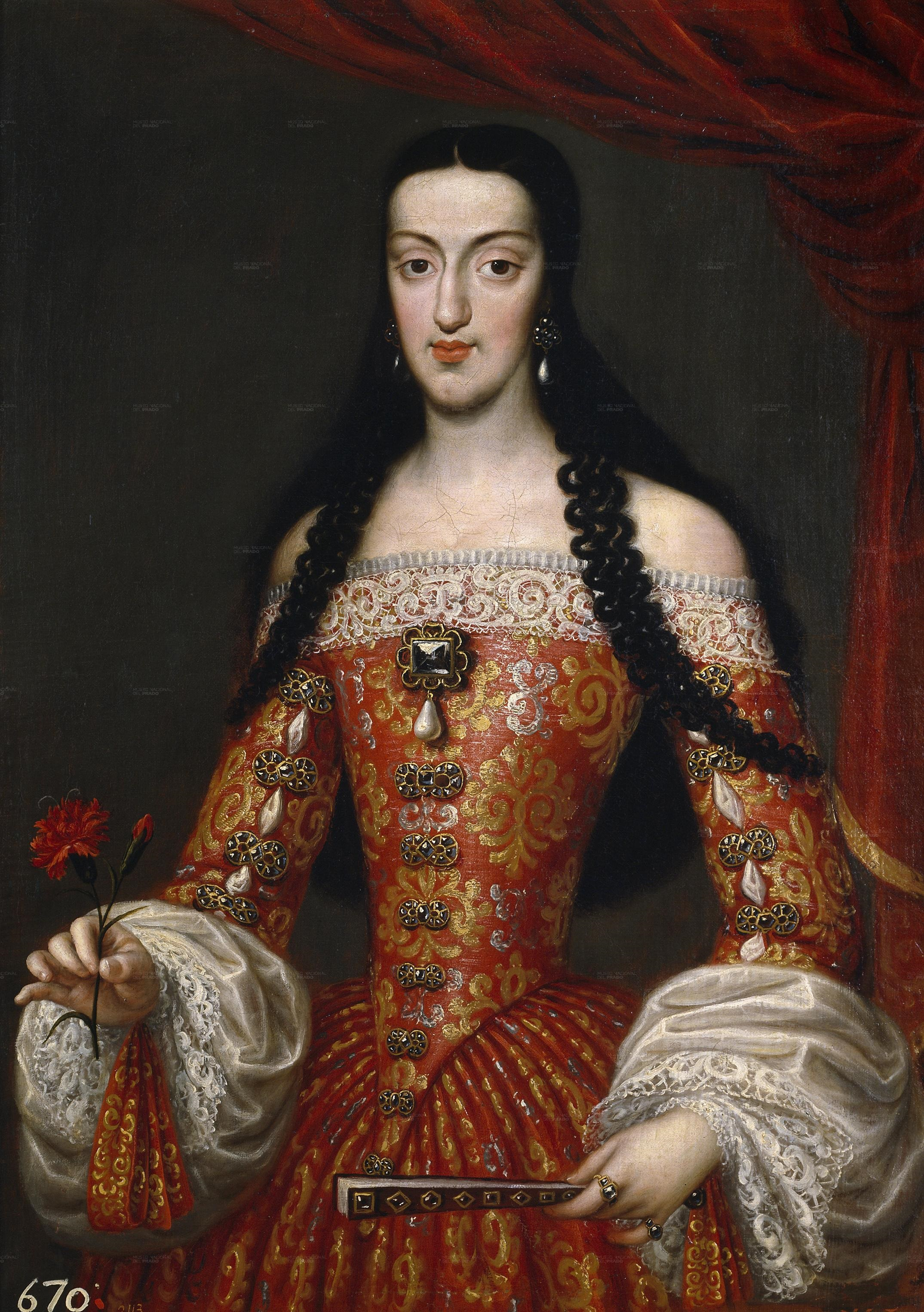
Maria Louise av Orleans i spansk dräkt, som drottning av Spanien. Jämförelsen med föregående bild visar skillnaden i franskt och spanskt mode, om uppmärksammades då.
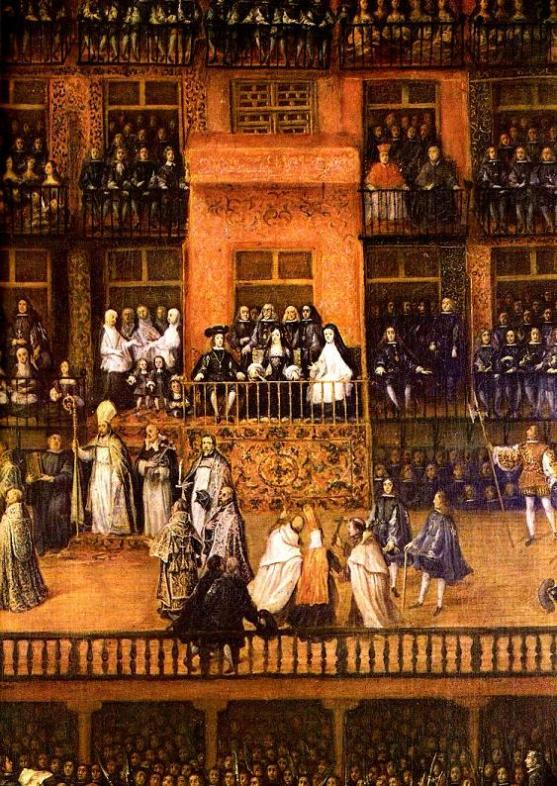
Detail of Auto de fe 1680. Kungen, drottning och änkedrottningen närvarar vid den berömda autodafén 1680.